# グリンドルの悪夢
『グリンドルの悪夢』（ぐりんどるのあくむ、原題：The Grindle Nightmare ）は、アメリカ合衆国の推理作家、パトリック・クエンティンが著した長編推理小説（一人称小説）。
アメリカの片田舎に起こる、謎の複数の失踪事件と殺人事件を描く。
本国での原書は1935年刊行。邦訳は2008年に原書房のミステリ叢書企画「ヴィンテージ・ミステリ・シリーズ」の一冊として刊行された。翻訳は、武藤崇恵。

## あらすじ
アメリカの片田舎グリンドル。静かで平凡な土地だったが、ある日、土地の幼女ポニーが姿を消した。それと同時に、この最近、人々の周囲では小動物が忽然と、次々にいなくなっているという事実が判明する。やがて、いなくなった娘を必死に探していたポニーの父・ジョーの死体が発見されて…。

## 登場人物
ダグラス（ダグ）・スワンスン
本作の語り手（ぼく）。ローズ大学病院の血液学者。32歳。
アントニオ（トニー）・コンティ
ダグの友人で同居人。ローズ大学病院の病理学者。35歳。イタリア系。
シーモア・オールストン
土地の顔役的な老人。鉄鋼業で莫大な財産を為した人物。
フランクリン・オールストン
シーモアの息子。45歳。父の会社の閑職をあてがわれている。
ジェラルド・オールストン
シーモアの孫。ローズ大学病院の医大生。
ヴァレリー・ミドルトン
土地の娘。シーモアの姪。ダグとトニーの女友達。
ミドルトン夫人
ヴァレリーの母。シーモアの義妹。シーモアを恨んでいる。
チャーリー・ゴーシェン
土地のお人よし。ダグとトニーの友人。
ミリー・ゴーシェン
チャーリーの妻。
エドガー・ティルフォード＝ジョーンズ
小柄な戦傷兵。元大佐。
ロバータ
エドガーの妻。40歳。美人で浮気性。
ルシンダ
ダグとトニーの住居の黒人の家政婦。
ジョー・ベインズ
オールストン家の庭師。
ミニー
ジョーの妻。病弱。
マーク
ジョーとミリーの長男。18歳。知恵遅れだが、動物や植物に優しい。
オールストン家の下働き。
ポリー
マークの妹。ある日、姿を消す。
トミー
マークの弟。
スージー
ミニーの妹。病弱な姉の面倒を見る。
ピーター・フット
ジェラルドの友人。ローズ大学病院の医大生。
マーカス・フット
ピーターの父。成功した革製品会社の社長。
フット夫人
ピーターの母。
フィーリックス・ブレイスガードル
保安官代理。ダグの友人。
スコット
ブレイスガードルの助手。
ビル・マーフィ
ブレイスガードルの協力者。鑑識役らしい。
ウォーロック
ローズ大学病院の学部長。
ビル・ストロング
土地の貧しい農夫。
ジョサイア・トムソン
土地の産婦人科医。
ホール
オールストン家の執事。
メアリー
オールストン家の女中。
パーヴィス
研修医。
ミス・ポッツ
電話交換手。

## 書籍
- 2008年 ISBN 978-4562041442